# Station Dalston Junction
Station Dalston Junction is een spoorwegstation van London Overground in de wijk Dalston in Londen. Het station is gebouwd aan de East London Line net ten zuiden van de verbinding (junction) met de North London Line (NLL). Het station was tijdelijk het eindstation voor de East London Line (ELL). De westelijke verbindingsboog met de NLL werd in 2011 hersteld zodat treinen via perrons 1 en 4 door kunnen rijden naar Highbury & Islington. Het station Dalston Kingsland ligt net ten noorden van Dalston Junction en biedt een overstapmogelijkheid tussen ELL en NLL.
Het station werd geopend op 27 april 2010  met diensten naar New Cross of New Cross Gate. Op 23 mei 2010 werd de dienst uitgebreid tot aan West Croydon of Crystal Palace. Op 9 december 2012 werd daaraan de South London Line toegevoegd, zodat sindsdien ook rechtstreekse treinen rijden van Dalston Junction naar Clapham Junction.   
Het is de bedoeling om bij het station in de toekomst een busstation en hoogbouwkantoren te bouwen. Het station is een mogelijke kandidaat voor opname in de toekomstige Chelsea-Hackney Line als onderdeel van Crossrail.